# Schamaldy-Sai-Talsperre
Die Schamaldy-Sai-Talsperre befindet sich in Kirgisistan am Naryn 5 km unterhalb der Stadt Tasch-Kömür.
Die Schamaldy-Sai-Talsperre wurde zwischen 1988 und 1996 erbaut. Der Naryn durchschneidet im Bereich des Staudamms das Bergland zwischen der Hochebene der Narynniederung im Osten und dem Ferghanatal im Westen. Östlich befindet sich das Ferghanagebirge. Flussaufwärts befindet sich die Utschkorgon-Talsperre, flussabwärts die Tasch-Kömür-Talsperre. Die Stadt Tasch-Kömür liegt am westlichen Ufer des Stausees.
Der Damm hat eine Höhe von 37 m. Das Speichervolumen liegt bei 41 Millionen m³. Der Nutzinhalt beträgt 5,5 Millionen m³. Der Stausee hat eine Länge von ca. 14 km. Das Wasserkraftwerk besitzt 3 Turbinen zu je 80 MW, so dass die installierte Gesamtleistung bei 240 MW liegt. Die Jahresleistung beträgt 900 Millionen kWh.